# Eualebra rufoornata
Eualebra rufoornata är en insektsart som först beskrevs av Carl Stål 1862.  Eualebra rufoornata ingår i släktet Eualebra och familjen dvärgstritar. Inga underarter finns listade i Catalogue of Life.